# Marienhospital Osnabrück
Das Niels-Stensen-Kliniken Marienhospital Osnabrück, kurz Marienhospital Osnabrück (MHO), ist ein Krankenhaus der Maximalversorgung in Osnabrück, das zur Unternehmensgruppe Niels-Stensen-Kliniken gehört.

## Geschichte
Als Gründungstag des Hospitals gilt der Tag der Einlieferung des ersten Patienten, der 20. August 1859. Es wurde von Bischof Paulus Melchers während einer Cholera-Epidemie gegründet und wurde nach Königin Marie von Hannover benannt, die das Patronat übernahm. Zuerst hatte Hermann Vezin (1797–1861) die ärztliche Leitung des Krankenhauses inne. Drei Ordensfrauen aus dem Orden der Borromäerinnen in Trier übernahmen die Pflege. Das Hospital befand sich in der ehemaligen Dechanei der katholischen Kirchengemeinde St. Johann. Bis 1877 stieg das Pflegepersonal auf elf Schwestern an, von denen bis zu vier Schwestern Kranke ambulant innerhalb der Stadt versorgten. 1907 ging diese Aufgabe an die Thuiner Franziskanerinnen über.
Während des Ersten Weltkriegs fungierte das MHO von 1914 bis 1920 als Reservelazarett. 1920 wurde durch die Oberin des MHO außerdem die erste Krankenpflegeschule in Osnabrück errichtet. Die ehemalige Dechanei wurde 1926 abgerissen und durch einen Neubau ersetzt, mit dem eine Kapazitätsvergrößerung und Modernisierung des Krankenhauses einherging.
Während des Zweiten Weltkriegs wurde das MHO ab 1939 wieder als Reservelazarett genutzt. Drei Jahre später verlegte die Wehrmacht das Lazarett wegen der verstärkten Bombenangriffe der Alliierten nach Haste, Dissen, Bad Oeynhausen und Lengerich. Ab 1940 beschäftigte das MHO ausländische Zwangsarbeiter. 1944 wurde das Hospital bei mehreren Bombenangriffen großteils zerstört. Der Wiederaufbau nach dem Krieg war bei laufendem Betrieb erst 1961 vollständig abgeschlossen.
In den 1970er Jahren wurde ein Neubau außerhalb des Stadtzentrums in Betracht gezogen, die diesbezüglichen Pläne wurden jedoch verworfen. Stattdessen wurde das bestehende Haus mit einem 2012 fertiggestellten Trakt erweitert.
1982 wurde das MHO akademisches Lehrkrankenhaus der Medizinischen Hochschule Hannover und beteiligt sich seither an der Ausbildung von Medizinstudenten. Im Jahr 2004 wechselte das Marienhospital Osnabrück von der Trägerschaft des Bischöflichen Stuhls Osnabrück in die „Managementgesellschaft katholischer Krankenhäuser der Region Osnabrück mbH“. Im Zuge der Umfirmierung dieses Trägers zur „Niels-Stensen-Kliniken GmbH“ im Jahr 2008 erweiterte das Marienhospital seinen Namen zu „Niels-Stensen-Kliniken Marienhospital Osnabrück“.
Im Jahr 2011 ging das Christliche Kinderhospital Osnabrück, das unmittelbar an das Gebäude der MHO angebunden ist, in Betrieb. Das neue Krankenhaus ist fünfzigprozentige Tochter des MHO.
Ende 2019 erwarb die Niels-Stensen-Gruppe die Paracelsusklinik Osnabrück von der Paracelsus-Klinikengruppe. Ab Juli 2020 firmierte der Klinikstandort als Marienhospital Osnabrück – Standort Natruper Holz. Der Kauf konnte jedoch erst Mitte 2022 endgültig abgeschlossen werden, da der zuständige Landesausschuss der Übertragung der Versorgungsaufträge von den Paracelsus- an die Niels-Stensen-Kliniken zustimmen musste. Von da an war der Standort auch rechtlich eine Betriebsstätte des Marienhospitals Osnabrück.
Am Standort Natruper Holz wurden 2021 rund 65 Ärzte und 90 Pflegekräfte beschäftigt.
Zum 1. April 2025 wurde der Standort als Krankenhaus aufgegeben und wird als Gesundheitszentrum mit eigenständigen Facharztpraxen weitergeführt. Die stationären Klinikleistungen zogen zum Standort Innenstadt und ans Franziskus-Hospital Harderberg um.

## Struktur

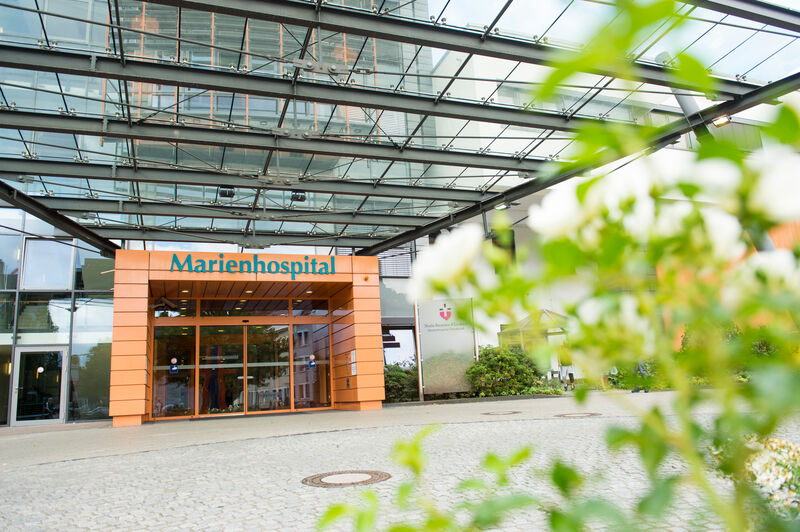
Haupteingang des MHOs an der Bischofsstraße

Geschäftsführer des MHO sind Christina Jaax, Oliver Pommerenke und Dr. Bernd Runde. Alleiniger Krankenhausdirektor ist seit 1. Oktober 2022 Carsten Oberpenning. Das Krankenhaus beschäftigte im Jahr 2022 2.350 Mitarbeiter in Voll- und Teilzeit, im Jahr 2021 beschäftigte es 229 Ärzte und 484 Pflegekräfte (Pflege- und Funktionsdienst) am Standort Bischofsstraße.
Gesellschafter der Marienhospital Osnabrück GmbH sind zu 51 % die Niels-Stensen-Kliniken GmbH und zu 49 % der Bischöfliche Stuhl zu Osnabrück.
Das Marienhospital Osnabrück ist akademisches Lehrkrankenhaus der Medizinischen Hochschule Hannover.

### Leistungskennzahlen
Das Krankenhaus verfügt über 689 Planbetten und versorgte im Jahr 2021 33.288 stationäre und 82.911 ambulante Patienten (bzw. Behandlungsfälle) an den Standorten Innenstadt und Natruper Holz. Pro Jahr werden rund 42.000 Patienten in der Notaufnahme des MHO vorstellig, davon werden um die 20 % vom Rettungsdienst gebracht und rund 500 sind schockraumpflichtig (Stand Dezember 2022).

### Fachabteilungen
Das MHO hat 13 chefärztlich geleitete Kliniken und ein chefärztlich geleitetes Institut. Die einzelnen Chefarztbereiche dort sind:
- Allgemein- und Viszeralchirurgie
- Anästhesie / Intensiv-, Notfallmedizin und Schmerztherapie
- Augenheilkunde
- Geburtshilfe und Frauenheilkunde
- Gefäßchirurgie
- HNO-Heilkunde, Kopf- und Hals-Chirurgie
- Innere Medizin / Gastroenterologie
- Innere Medizin / Kardiologie
- Laboratoriumsmedizin
- Neuro- und Wirbelsäulenchirurgie
- Neurologie
- Radiologie / Neuroradiologie
- Unfall-, Hand- und Wiederherstellungs-Chirurgie

Direkt an das MHO angebunden ist das Christliche Kinderhospital Osnabrück, das gemeinsam mit dem Kinderhospitalverein Osnabrück getragen wird. In unmittelbarer Nachbarschaft befindet sich außerdem das Niels-Stensen-Bildungszentrum für die Aus-, Fort- und Weiterbildung für Gesundheitsberufe.
Seit 2018 konzentriert sich das MHO stärker auf demenzkranke Patienten und deren Behandlung und setzte deshalb einen Expertenstandard um, der die „Beziehungsgestaltung in der Pflege von Menschen mit Demenz“ definiert. Seit Oktober 2021 bietet die Klinik außerdem Basisschulungen für Mitarbeiter an, sodass jeder Mitarbeiter die Möglichkeit hat, die Kompetenz zu erlangen, demenz-delirsensible Patienten versorgen zu können.
Das MHO ist seit dem 1. Januar 2019 als überregionales Traumazentrum in den Landeskrankenhausplan aufgenommen worden. Im zertifizierten Darmkrebszentrum und Pankreaskrebszentrum werden Patienten mit Tumoren des Darmes und der Bauchspeicheldrüse behandelt. Die Klinik für Gynäkologie und Geburtshilfe betreibt gemeinsam mit der Christliches Kinderhospital Osnabrück GmbH (CKO) das Perinatalzentrum (Level 1).

## Auszeichnungen
Das Marienhospital Osnabrück ist das erste Krankenhaus, dessen Qualitätsmanagement (im Jahr 2002) ein Zertifikat der Kooperation für Transparenz und Qualität im Gesundheitswesen (KTQ) erhielt. Zertifiziert wurde das MHO nach den erweiterten Anforderungen der proCum Cert. Im Jahr 2006 wurde das MHO von der KTQ als bestes von 245 im Jahr 2005 zertifizierten bzw. rezertifizierten Krankenhäusern mit dem KTQ-Award ausgezeichnet.
Des Weiteren ist das MHO seit 2010 mit dem Zertifikat "audit berufundfamilie" ausgezeichnet und erhielt 2023 die Auszeichnung „Top Regionales Krankenhaus 2023“ durch das Magazin Focus.

## Soziales Engagement

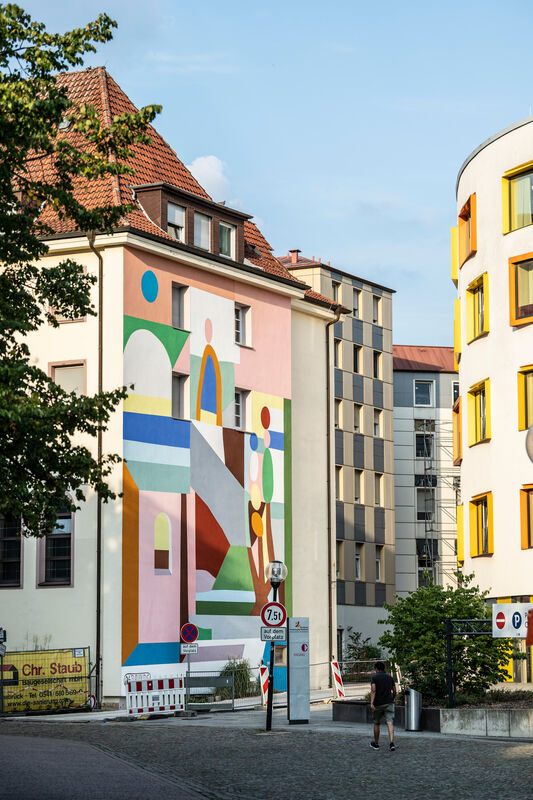
Beim famOS-Festival wurde 2022 eine Fassade des MHOs gestaltet.

Seit 40 Jahren engagieren sich im MHO ehrenamtliche Mitarbeiter, die sog. „Grünen Damen und Herren“, die zur Gruppe der Katholischen Krankenhaus-Hilfe gehören. Diese besuchen vormittags Patienten ohne Angehörige unabhängig ihres Geschlechts, Alters, ihrer Konfession oder Erkrankungen auf den Stationen und bieten Hilfestellungen dort, wo sie gewünscht werden. Ebenfalls gibt es die „Gedächtnishelfer“. Dies sind ehrenamtliche Mitarbeiter, die Patienten mit Demenz helfen.
2022 war das MHO Kooperationspartner des famOS-Festivals für urbane Kunst in Osnabrück, bei dem rund 30 Künstler den Bereich rund um die Seminarstraße in unmittelbarer Nähe zum zentralen Neumarkt in Osnabrück als Freiluftausstellung gestalteten.